# Salão Internacional do Automóvel de Genebra
O Salon International de l'Auto (Salão de Genebra) é uma das maiores exposições da indústria automobilística do mundo. O evento é promovido pela Organisation Internationale des Constructeurs d'Automobiles e acontece anualmente no mês de março. O show é sediado no Palexpo, um centro de convenções localizado ao lado do Aeroporto Internacional de Genebra. O salão é organizado pela Organisation Internationale des Constructeurs d'Automobiles.

## Carros de produção
- Abarth 124 Spider
- Alfa Romeo Giulia (952)
- Apollo N
- Arash Motor Company Arash AF8 Cassini
- Arash Motor Company Arash AF10
- Aston Martin DB11
- Audi Q2
- Audi A4#S4 Avant
- Bentley Continental Flying Spur V8 S
- Bentley Mulsanne
- Bentley Mulsanne Grand Limousine Mulliner
- Alpina BMW Alpina B7 xDrive
- BMW BMW M760Li xDrive
- BMW M2 Coupé M Performance Package
- Brabus 900 Rocket Coupe
- Bugatti Chiron (2016)
- Chevrolet Camaro (sixth generation) (European debut)
- Chevrolet Corvette Grand Sport
- Citroën SpaceTourer
- Dodge Viper ACR (European debut)
- Ferrari California T Handling Speciale
- Ferrari GTC4Lusso
- Fiat Tipo
- Ford Fiesta ST200
- Ford Kuga (refresh)
- Honda Clarity Fuel Cell (European debut)
- Genesis G90 (European debut)
- Hyundai Ioniq electric drive line-up
- Infiniti Q50 (refresh) (European debut)
- Infiniti Q60 (European debut)
- Infiniti QX30 (European debut)
- Jaguar F-Type SVR
- Kahn Vengeance
- Kia Niro (European debut)
- Kia Optima Sportswagon
- Koenigsegg Agera Final Edition One of 1
- Koenigsegg Regera
- Lamborghini Centenario
- Lamborghini Huracán LP610-4 Avio
- Land Rover Range Rover Evoque Convertible
- Lexus LC 500h
- Lotus 3-Eleven
- Lotus Elise Cup 250
- Lotus Evora Sport 410
- Maserati Levante
- McLaren 570GT
- McLaren 675LT Spider by MSO
- McLaren P1 by MSO
- Mercedes-AMG SLC43 (European debut)
- Mercedes-Benz C-Class Cabriolet, Mercedes-AMG C43 Cabriolet
- Morgan EV3
- Opel Mokka X
- Pagani Huayra BC
- Peugeot Traveller
- Porsche 718 Boxster
- Porsche 911 R
- Radical RXC Turbo 500R
- Renault Scénic
- Renault Talisman
- Rimac Concept One
- Rolls-Royce Ghost Black Badge
- Rolls-Royce Wraith Black Badge
- Secma F16 Turbo
- SEAT Ateca
- Spyker C8 Preliator
- Sin Cars R1
- Suzuki SX4 Cross (facelift)
- Tesla Model X (European debut)[1]
- Toyota C-HR
- Toyota ProAce Verso
- Volkswagen Phideon
- Volvo V40 (refresh)
- Volvo V90
- Volvo XC90 Excellence (European debut)
- W Motors Lykan HyperSport
- Zenvo TS1

### Carros conceito
- AC Schnitzer ACL2
- Alpine Vision
- Apollo Arrow[2]
- Citroën SpaceTourer Hyphen
- DS E-Tense
- Honda Civic Hatchback Prototype
- Italdesign GTZero
- Lexus LF-FC (European debut)
- Mazda RX-Vision
- Mitsubishi ASX Geoseek
- Mitsubishi L200 Geoseek
- Nissan Qashqai Premium
- Nissan X-Trail Premium
- Opel GT Concept
- Pininfarina H2 Speed
- Rimac Concept S
- Rinspeed Etos
- Sbarro Ginevra
- Sbarro Haze
- Škoda Vision S
- SsangYong SIV-2
- Techrules AT96 TREV
- Carrozzeria Touring Superleggera Disco Volante Spyder
- Volkswagen T-Cross Breeze
- Volkswagen ID.3